# Nauczyciel akademicki

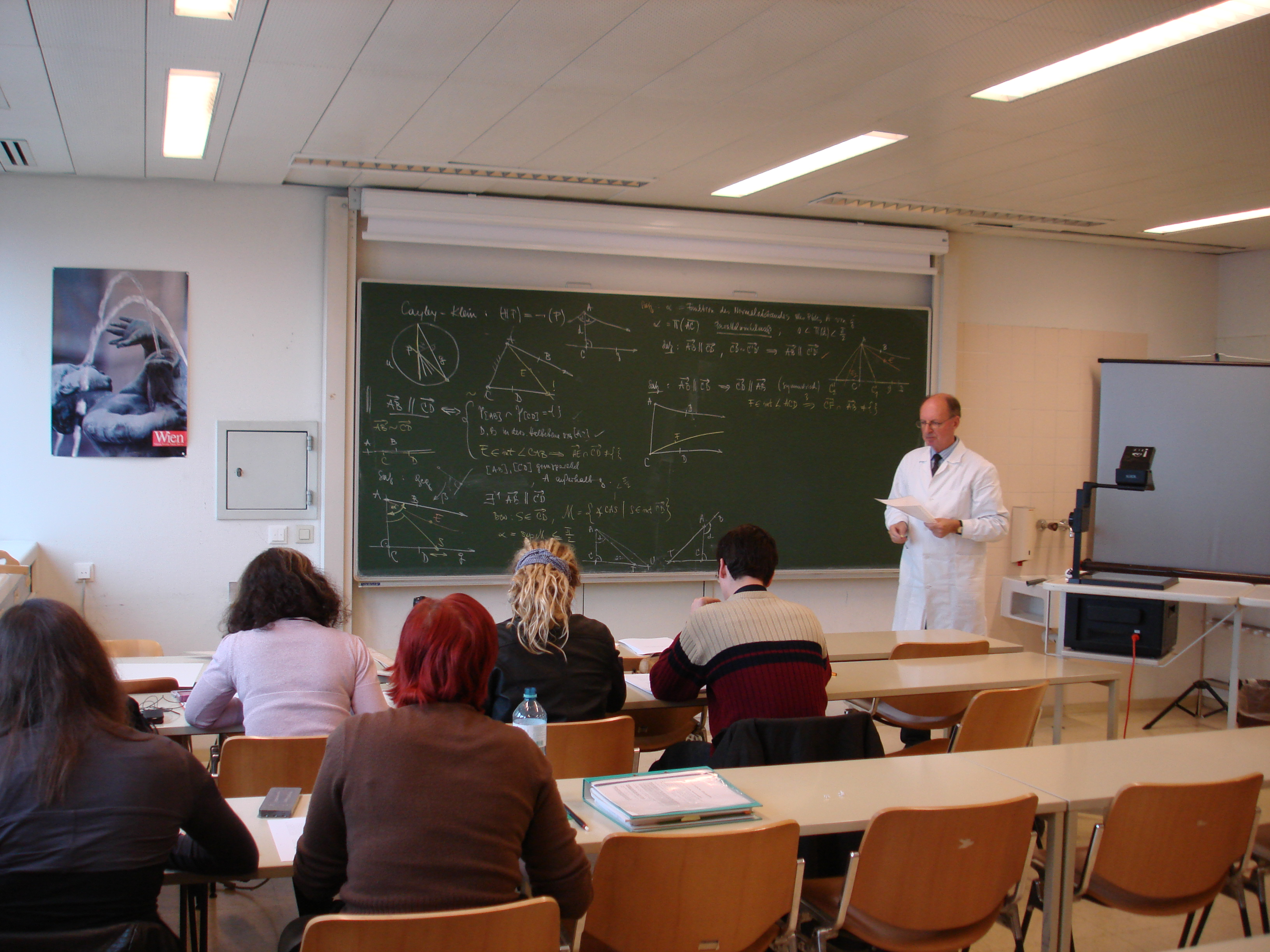
Nauczyciel akademicki podczas zajęć

Nauczyciel akademicki – osoba zatrudniona w szkole wyższej na stanowisku dydaktycznym, naukowo-dydaktycznym lub naukowym, wykształcona w określonej dziedzinie naukowej. Nauczyciela akademickiego należy odróżnić od nauczycieli zatrudnionych w systemie oświaty.
Według danych na 31 grudnia 2011 r. w polskich uczelniach pracowało 102,8 tysiąca nauczycieli akademickich.

## Stanowiska nauczycieli akademickich
Nauczyciele akademiccy, zatrudniani są w szkole wyższej na stanowiskach: 
- pracownik naukowo-dydaktyczny lub naukowy z tytułem naukowym profesora jako profesor zwyczajny lub profesor nadzwyczajny,
- pracownik naukowo-dydaktyczny lub naukowy ze stopniem naukowym doktora habilitowanego jako profesor nadzwyczajny lub jako adiunkt,
- pracownik naukowo-dydaktyczny ze stopniem naukowym doktora jako adiunkt lub jako asystent,
- pracownik naukowo-dydaktyczny z tytułem zawodowym magistra jako asystent,
- pracownik dydaktyczny ze stopniem naukowym doktora jako starszy wykładowca lub wykładowca,
- pracownik dydaktyczny z tytułem zawodowym magistra jako wykładowca.

## Prawo nauki i szkolnictwa wyższego regulujące status nauczycieli akademickich
- Ustawa z dnia 20 lipca 2018 r. – Prawo o szkolnictwie wyższym i nauce (Dz.U. z 2018 r. poz. 1668).

## Klasyfikacja nauczycieli akademickich w Polsce
Nauczyciele akademiccy, klasyfikowani są według obowiązującej na terenie Polski  – Klasyfikacji Zawodów i Specjalności jako: 2311 – Nauczyciele szkół wyższych, a następnie podaje się uszczegółowienie poprzez dodanie odpowiedniej dziedziny naukowej:
- 231101    Nauczyciel akademicki – nauki biologiczne
- 231102    Nauczyciel akademicki – nauki chemiczne
- 231103    Nauczyciel akademicki – nauki ekonomiczne
- 231104    Nauczyciel akademicki – nauki farmaceutyczne
- 231105    Nauczyciel akademicki – nauki fizyczne
- 231106    Nauczyciel akademicki – nauki humanistyczne
- 231107    Nauczyciel akademicki – nauki leśne
- 231108    Nauczyciel akademicki – nauki matematyczne
- 231109    Nauczyciel akademicki – nauki medyczne
- 231110    Nauczyciel akademicki – nauki o kulturze fizycznej
- 231111    Nauczyciel akademicki – nauki o Ziemi
- 231112    Nauczyciel akademicki – nauki prawne
- 231113    Nauczyciel akademicki – nauki rolnicze
- 231114    Nauczyciel akademicki – nauki techniczne
- 231115    Nauczyciel akademicki – nauki teologiczne
- 231116    Nauczyciel akademicki – nauki weterynaryjne
- 231117    Nauczyciel akademicki – nauki wojskowe
- 231118    Nauczyciel akademicki – sztuki filmowe
- 231119    Nauczyciel akademicki – sztuki muzyczne
- 231120    Nauczyciel akademicki – sztuki plastyczne
- 231121    Nauczyciel akademicki – sztuki teatralne
- 231190    Pozostali nauczyciele szkół wyższych